# Panorama urbano de Madrid

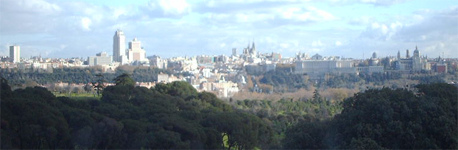
Panorama urbano del centro histórico de Madrid en 2006, desde la Casa de Campo. Las construcciones más elevadas son la Torre de Madrid y el Edificio España. En el centro de la imagen asoma el Edificio Telefónica y, a la derecha, el Palacio Real, la Plaza de la Armería y la Catedral de la Almudena.

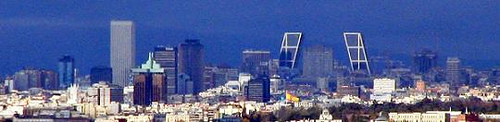
Vista suroriental de Madrid con algunos de sus rascacielos más característicos. Los edificios más altos corresponden (de izquierda a derecha) a la Torre Picasso, a las Torres de Colón, a la Torre del BBVA, a la Torre Europa y a la Puerta de Europa, conformada, esta última, por dos torres inclinadas. La imagen fue tomada en 2005, cuando aún no estaban construidas las Cuatro Torres Business Area, con alturas superiores a los 220 m.

El panorama urbano de Madrid  queda definido por sus rascacielos y torres, visibles desde todos los lados del núcleo urbano.
Pese a su menor altura y su emplazamiento en pleno centro, estos monumentos pueden ser contemplados desde la cara oeste de la villa, gracias a que están situados sobre un promontorio, junto con tres rascacielos erigidos en el siglo XX, dentro del casco viejo (el Edificio Telefónica, 88 m; el Edificio España, 117 m; y la Torre de Madrid, 142 m).
Fuera del centro histórico, el horizonte madrileño queda configurado por el complejo Cuatro Torres Business Area, situado en la parte septentrional de la ciudad, y el centro financiero y comercial AZCA. El primero impone en el horizonte altitudes que van desde los 224 m de la Torre Emperador Castellana hasta los 249 m de la Torre de Cristal. En el segundo, sobresalen la Torre Picasso (157 m), la Torre Europa (121 m) y la Torre del BBVA (107 m).
A ellos se añaden, por la singularidad de su silueta, las dos torres inclinadas de la Puerta de Europa (114 m) y la torre de comunicaciones Torrespaña (231 m).

## El panorama urbano del centro histórico

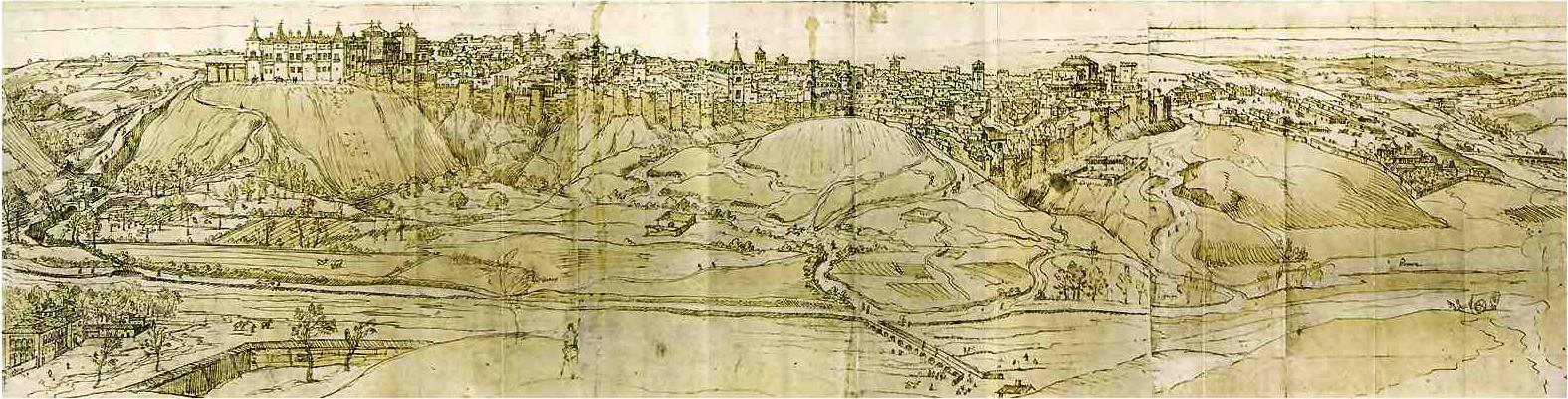
Dibujo de 1562 de Anton Van der Wyngaerde, que puede ser considerado como el primer panorama urbano madrileño. Se plasma la ciudad desde el oeste. El edificio más destacado de la imagen es el desaparecido Real Alcázar de Madrid, situado a la izquierda.

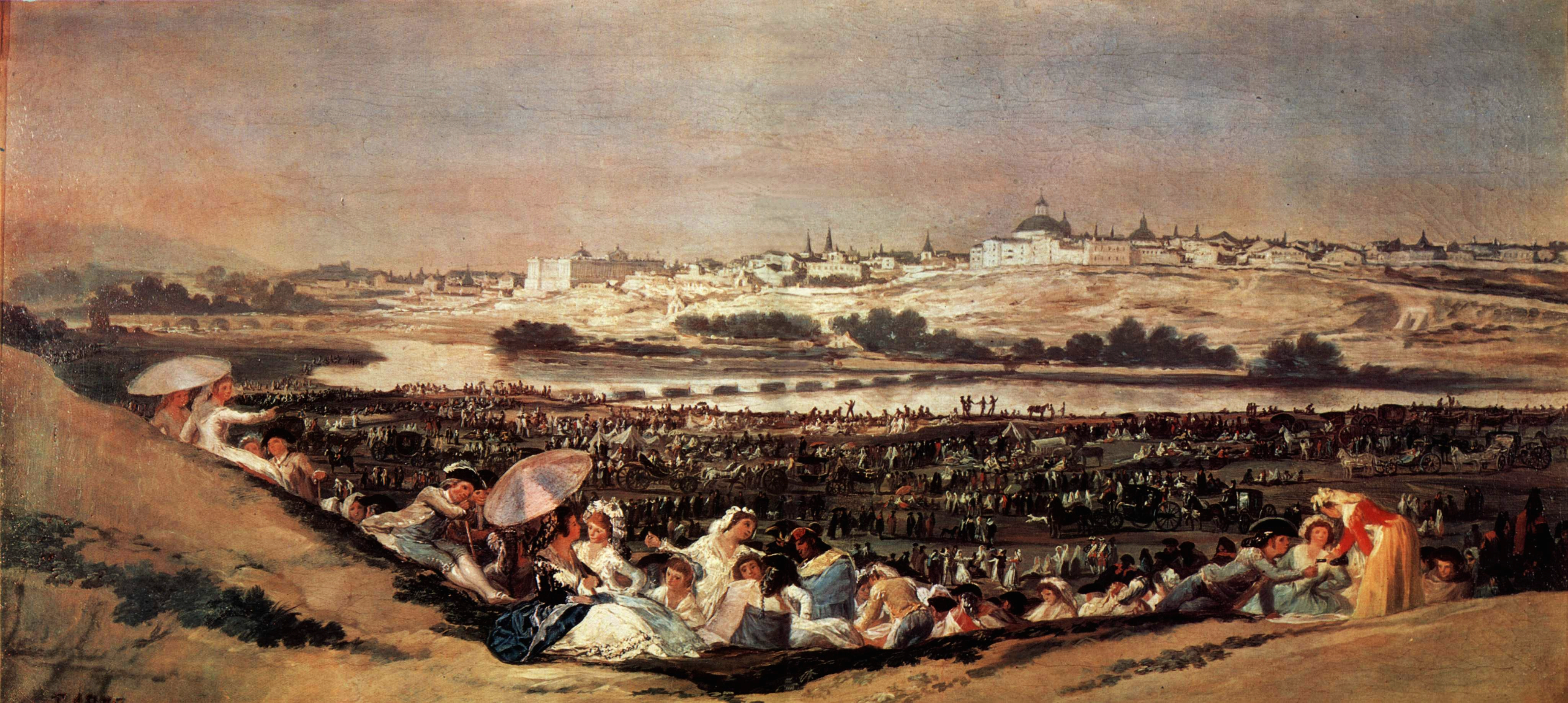
En La pradera de San Isidro, Goya plasmó el Panorama urbano madrileño del último tercio del siglo XVIII, desde una perspectiva similar a la utilizada por Van der Wyngaerde en el siglo XVI. A la izquierda de la imagen se aprecia el Palacio Real de Madrid, levantado sobre el solar del antiguo Alcázar, y, a la derecha, la cúpula de San Francisco el Grande.

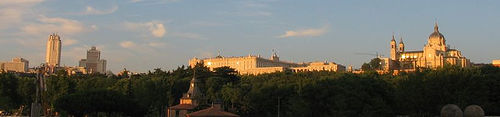
Panorámica del centro histórico de Madrid (año 2005), desde un ángulo similar al de las dos anteriores imágenes. De izquierda a derecha, la Torre de Madrid, el Edificio España, el Palacio Real, la arcada de la Plaza de la Armería y la Catedral de la Almudena. En la parte inferior de la imagen se aprecia el cimborrio de la Ermita de la Virgen del Puerto.

### El panorama urbano occidental
El valle del río Manzanares facilita una panorámica del centro histórico de la capital, que se encuentra entre las más características del horizonte madrileño. El casco viejo se extiende alrededor de varias colinas, a cuyos pies se hallan diferentes barrancos (hoy suavizados tras sucesivas nivelaciones), que permiten divisar algunas de las edificaciones de mayor interés artístico de Madrid.
Tal ubicación responde a la función defensiva desarrollada por la villa desde su fundación en el siglo IX, como una fortaleza musulmana, hasta prácticamente el siglo XVI, cuando Madrid fue proclamada capital de España a instancias del rey Felipe II.
Las primeras pinturas de Madrid, que datan del siglo XVI, tomaron como referencia la riberas del Manzanares para reflejar el lado occidental de la ciudad. Es el caso del dibujo realizado por Antoon Van Den Wijngaerde en 1562, que puede considerarse como el primer panorama urbano madrileño. En esta obra, se aprecian las siluetas de los edificios religiosos y civiles del antiguo caserío medieval, entre las que destacan, por su magnitud, el Alcázar y la muralla cristiana.
El desarrollo urbano experimentado por Madrid en los siglos posteriores, sobre todo a partir de su designación como capital, fue alterando el primitivo horizonte, con la aparición de nuevos edificios y la desaparición de otros.
Una de las transformaciones urbanísticas más profundas tuvo lugar en el siglo XVIII, con planes de ordenación fuera del núcleo fundacional de la ciudad (caso del Salón del Prado, levantado extramuros, en la parte oriental), pero también con actuaciones relevantes en el centro y, más en concreto, en la cornisa occidental, cuya panorámica cambió por completo.
El hecho que más contribuyó a modificar el panorama urbano medieval y renacentista fue el incendio del Real Alcázar, acaecido en 1734 y que lo destruyó por completo. Apenas cuatro años después del suceso, se puso la primera piedra del Palacio Real, que ocupó su solar. Su diseño barroco, a partir de trazas clásicas, y sus tonos blancos, derivados del material calizo con que fue construido, se convirtieron en el eje central del perfil oeste de la villa. La edificación del palacio llevó aparejada la ordenación urbanística de su entorno, aspecto que también fue modelando el horizonte de la ciudad por su cara occidental.

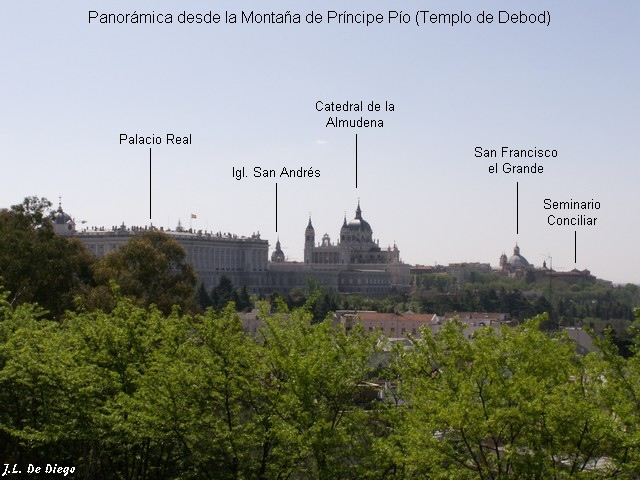
Madrid desde el mirador del Templo de Debod, en la montaña de Príncipe Pío. La fotografía fue realizada en 2007.

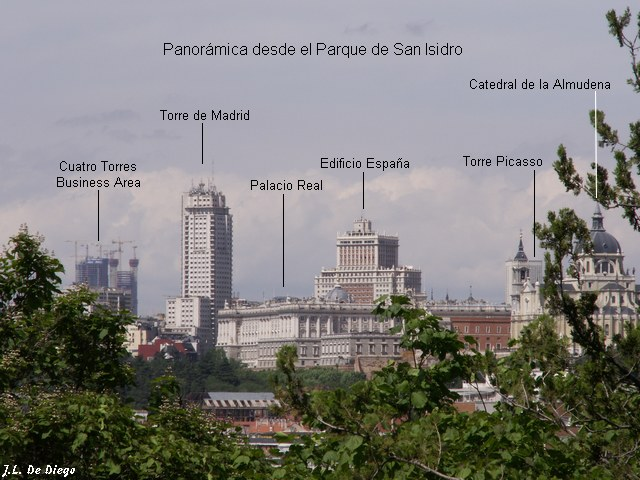
Imagen tomada desde el Parque de San Isidro, en el año 2007.

En el citado siglo, fue igualmente erigida la Basílica de San Francisco el Grande, concluida en 1784, en lo alto de un barranco próximo a Las Vistillas. Su cúpula de 33 m de diámetro introdujo un elemento circular en el horizonte madrileño, que, dada su situación al sur del palacio, suponía un contrapunto al trazado rectilíneo de este último edificio. La nueva perspectiva fue reflejada por Goya en el cuadro La pradera de San Isidro.
La zona oeste de Madrid también fue objeto de diferentes planes urbanísticos a lo largo del siglo XIX, muchos de ellos localizados en el entorno inmediato del palacio. Se llevaron a cabo demoliciones de edificios e iglesias y en su lugar fue trazado un nuevo viario. Fruto de esta iniciativa fue la construcción de la calle de Bailén, de la Plaza de Oriente y de la Plaza de la Armería, esta última levantada al borde mismo del barranco formado por el valle del río Manzanares. Su arcada occidental quedó así integrada en el skyline, creando un eje que comunica longitudinalmente el Palacio Real con la Catedral de la Almudena, cuya primera piedra fue colocada en 1883.
Otra de las grandes obras decimonónicas fue el Campo del Moro. Estos jardines se levantaron a los pies de la fachada oeste del palacio, para lo cual fue necesario nivelar el terreno. Su arboleda, de aproximadamente veinte hectáreas, introdujo un nuevo elemento en el panorama urbano, a modo de alfombra verde de los conjuntos monumentales anteriormente señalados. A ello hay que sumar el área forestal de la Casa de Campo, que ocupa una superficie de 1.722,60 hectáreas.
En el siglo XX se añadieron cuatro nuevas siluetas a la panorámica occidental de Madrid. Junto a San Francisco el Grande fue erigido el Seminario Conciliar; y entre la citada basílica y el Palacio Real se terminó de construir la Catedral de la Almudena, cambiándose el diseño neogótico original por un trazado con toques neoclásicos, ideado por Fernando Chueca Goitia, que garantizaba una cierta continuidad de estilos con el palacio.
Al norte de estos edificios, se sitúan el Edificio España y la Torre de Madrid, que, desde la década de los cincuenta, cierran el contorno oriental de la Plaza de España, levantada, después de diferentes nivelaciones, sobre otro barranco, en las cercanías de la Cuesta de San Vicente. Estos rascacielos crean un nuevo juego de magnitudes y colores (principalmente los tonos rojizos del Edificio España) en el skyline de la parte occidental de Madrid.

### El panorama urbano noroccidental

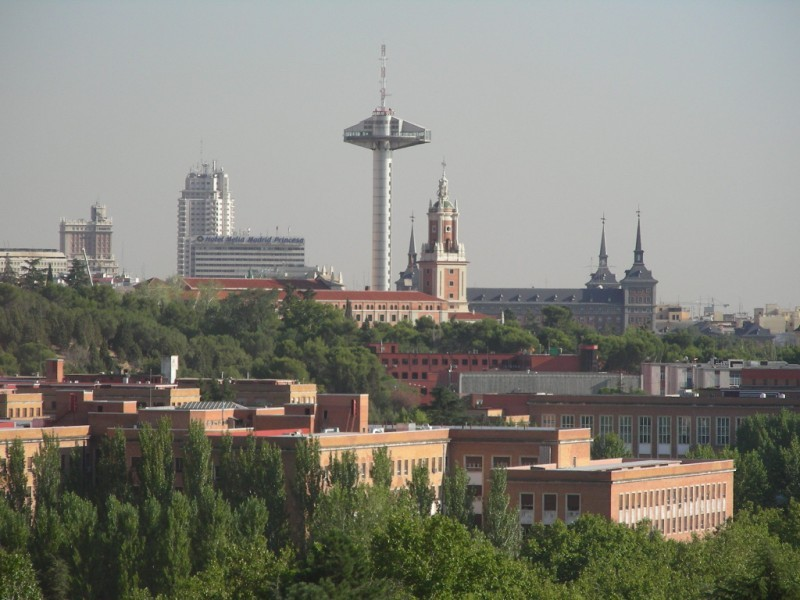
Madrid desde la Ciudad Universitaria, en una imagen de 2007. Las construcciones más destacadas son (de izquierda a derecha) el Edificio España, la Torre de Madrid, el Hotel Meliá Madrid Princesa, el Faro de Moncloa, la torre del Museo de América y el Ejército del Aire, este último de aire escurialense.

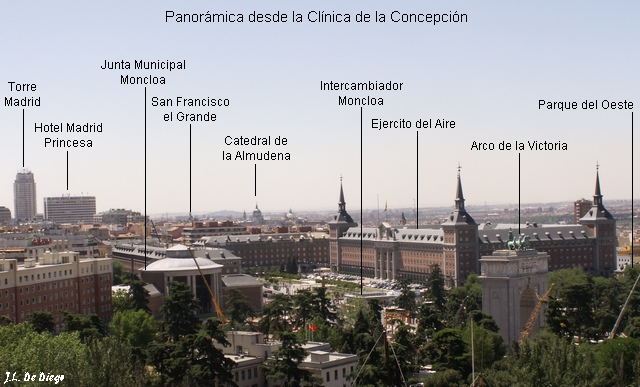
Vista de Madrid desde la Clínica de la Concepción (año 2006).

Desde el parque de la Casa de Campo, no sólo es posible contemplar el lado oeste del centro de Madrid, sino también su cara noroccidental. Esta panorámica también es visible desde la Ciudad Universitaria y desde el entorno de las carreteras A-6 y M-500, recintos, todos ellos, ubicados a una altura menor que el casco urbano madrileño, ante la existencia de una amplia hondonada provocada por el valle del río Manzanares.
El conjunto monumental de la Plaza de España, del Palacio Real, de la Plaza de la Armería, de la Catedral de la Almudena y de San Francisco el Grande queda ampliado hacia el norte con nuevos edificios, construidos a lo largo del siglo XX. Entre éstos, sobresale el Ejército del Aire, que impone en el horizonte su silueta historicista, de clara inspiración escurialense.
A su lado, y dependiendo del lugar tomado como referencia para la panorámica, puede contemplarse el conjunto escultórico situado en la parte superior del Arco de la Victoria, formado una cuadriga romana. Este monumento, situado, al igual que el Ejército del Aire, en la Plaza de la Moncloa, fue ordenado construir por Francisco Franco para conmemorar su victoria en la guerra civil española.
Pero los perfiles más singulares de este horizonte los proporcionan el Faro de Moncloa y el edificio conocido como la Corona de Espinas. El primero es un mirador de 110 m de altura, erigido en 1992 durante el mandato del alcalde Agustín Rodríguez Sahagún; el segundo, que forma parte del complejo del Palacio de la Moncloa, es una construcción circular, que debe su nombre popular a las estructuras piramidales que coronan su parte superior.
También destaca en esta panorámica la Capilla Universitaria, concebida como la iglesia católica de la Ciudad Universitaria y que actualmente sirve de sede al Museo de América. Su torre, si bien queda empequeñecida por el impacto visual del Faro de Moncloa (que se encuentra en sus inmediaciones), destaca sobre este por el color rojizo de sus materiales de construcción.
Al igual que el panorama urbano occidental, el noroccidental ofrece la perspectiva de la alfombra verde que conforman las arboledas del Monte de la Zarzuela, de la Dehesa de la Villa, de la Ciudad Universitaria, del Palacio de la Moncloa y del Parque del Oeste.

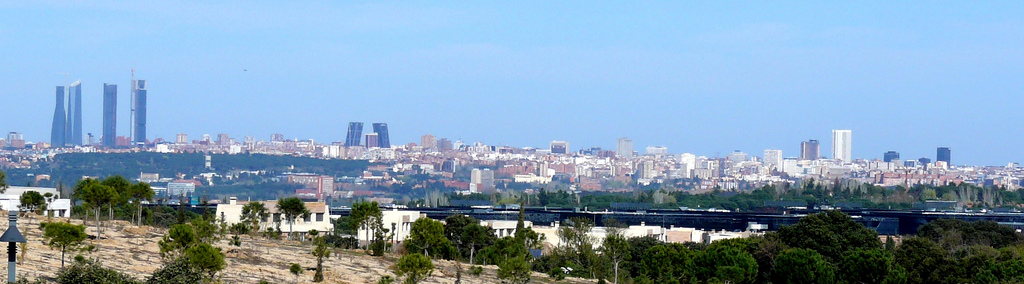
Vista de Madrid desde la urbanización Somosaguas (Pozuelo de Alarcón), situada al noroeste de la ciudad. En la parte izquierda, se pueden apreciar el parque de la Dehesa de la Villa, desde donde asoman las cuatro torres de CTBA, y la Ciudad Universitaria. En el centro-izquierda aparecen las torres inclinadas de Puerta de Europa y, a la derecha, el complejo AZCA, presidido por la silueta blanca de la Torre Picasso.

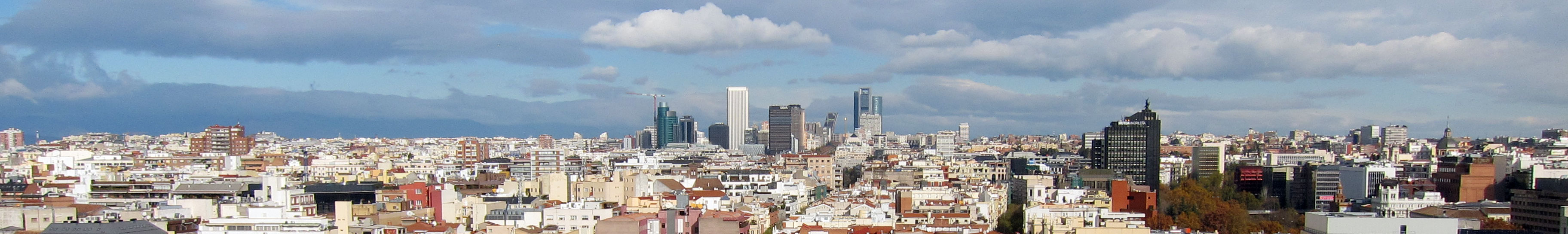
Vista de Madrid desde la azotea del Centro Colón en la Plaza de Colón. La vista es dirección norte.

## El panorama urbano de los rascacielos

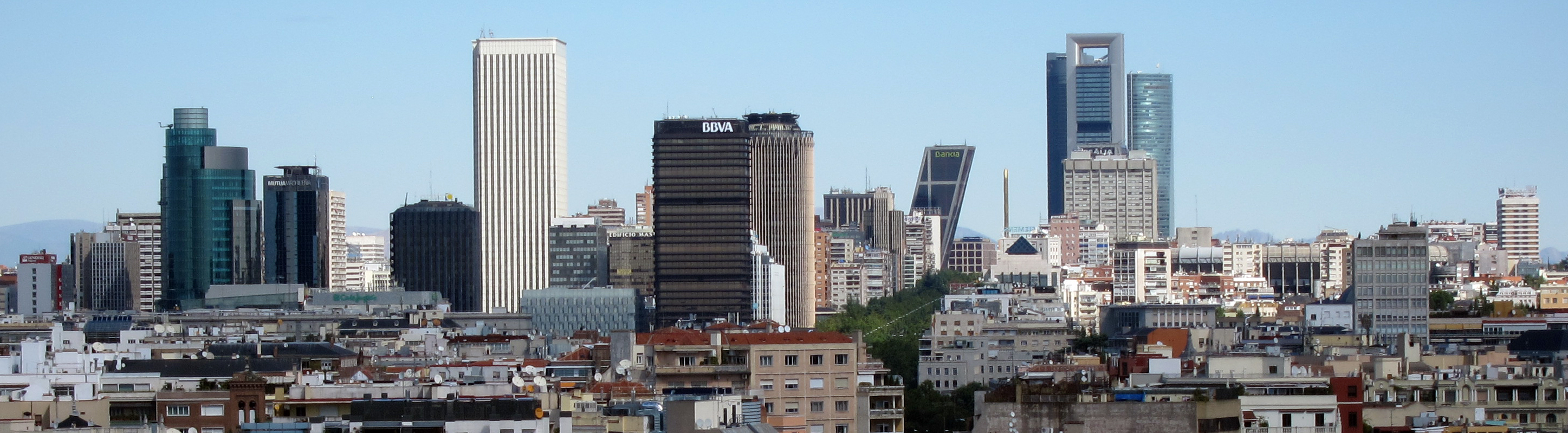
Vista detalle del complejo Azca y la parte alta del paseo de la Castellana con las torres de Puerta de Europa y el complejo Cuatro Torres Business Area (Imagen de 2013).

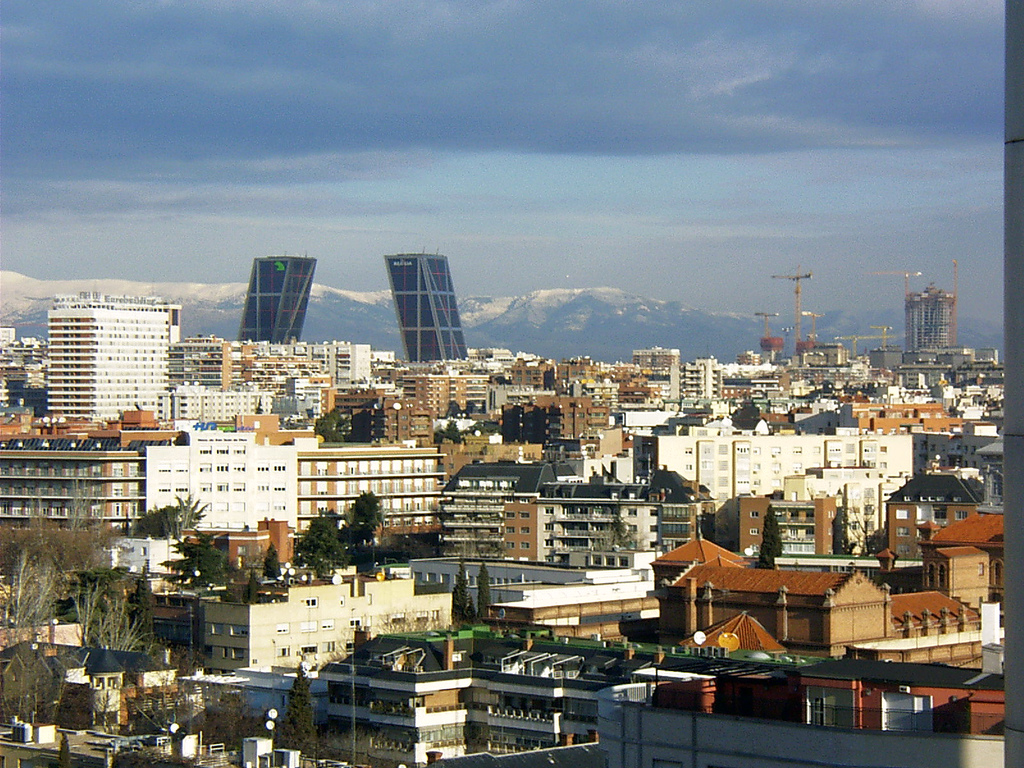
El distrito de Chamartín en el año 2006. A la izquierda asoman las torres inclinadas de la Puerta de Europa y a la derecha, en construcción, las Cuatro Torres Business Area. Como de telón de fondo, la Sierra de Guadarrama.

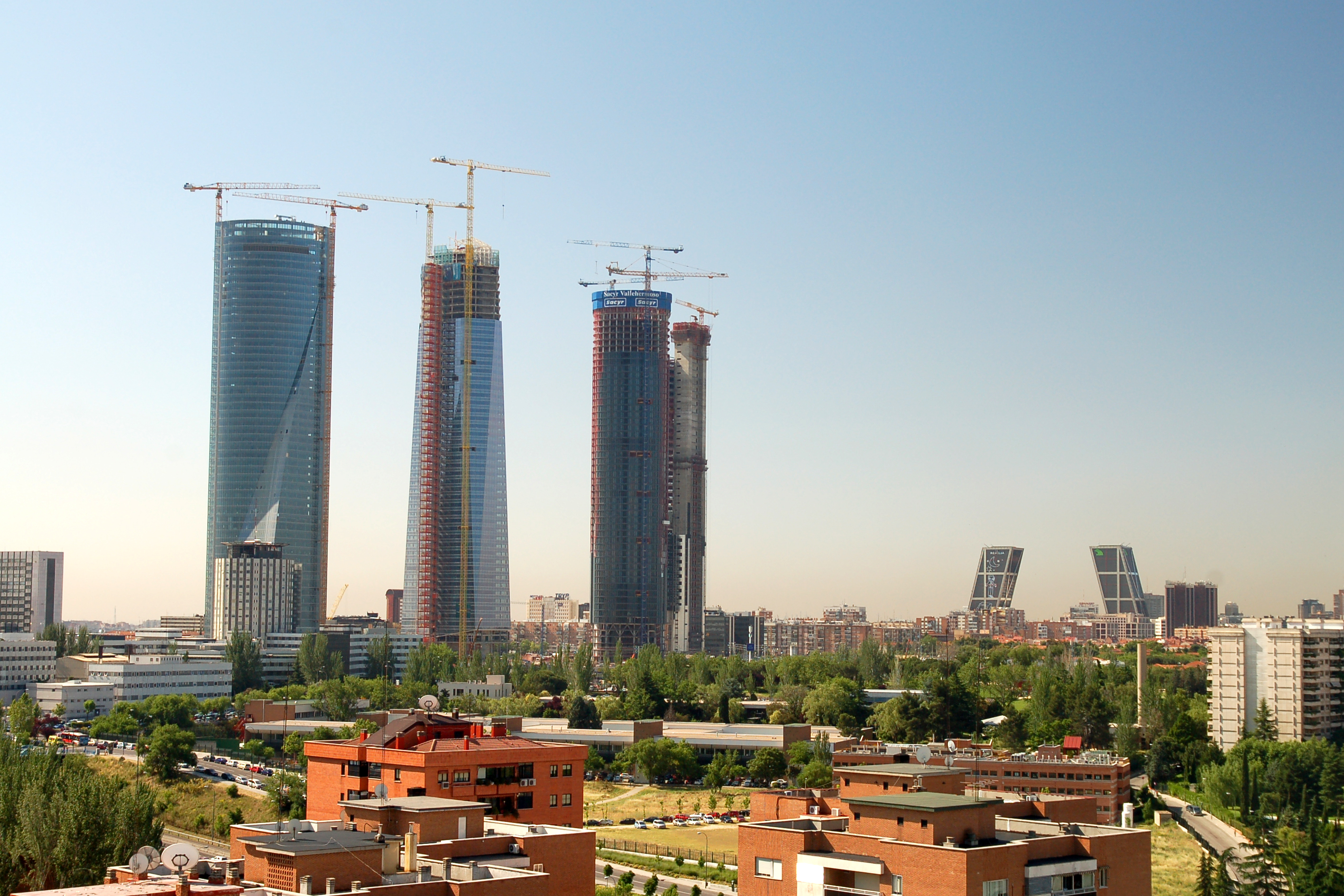
Madrid desde el Hospital Ramón y Cajal (año 2007). En primer término, las Cuatro Torres Business Area (en construcción) y a la derecha, al fondo, la Puerta de Europa

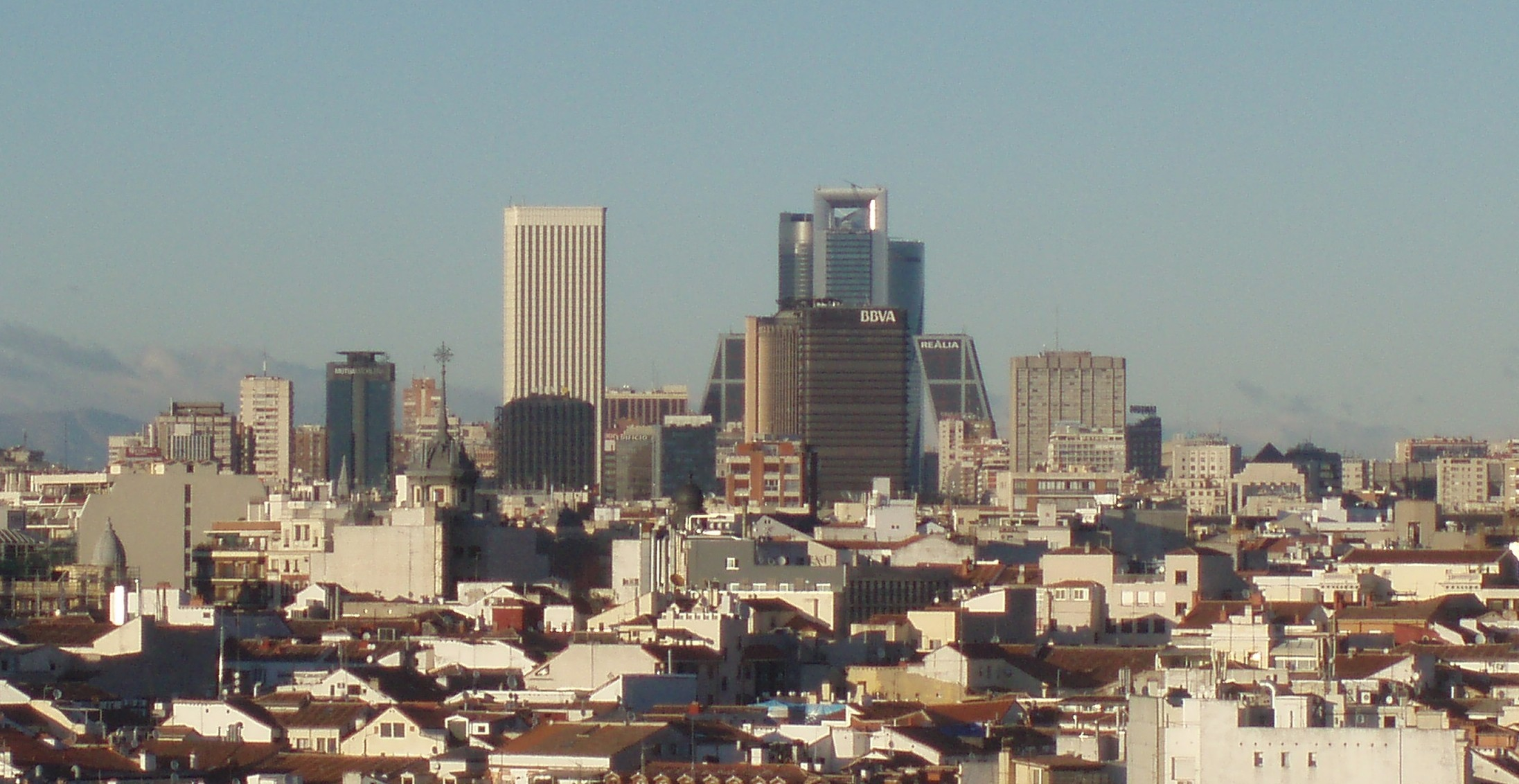
Zonas de rascacielos de AZCA y CTBA vistas desde el sur, concretamente desde el Círculo de Bellas Artes. La imagen de noviembre de 2008.

Los primeros rascacielos madrileños fueron erigidos en pleno centro histórico, en el entorno de la Gran Vía, avenida que empezó a construirse en el año 1910. Este emplazamiento permite que algunos de ellos puedan ser divisados desde el valle del río Manzanares, junto con los monumentos más relevantes del casco viejo.
Es el caso del Edificio Telefónica, concluido en 1929, que sigue las pautas de la arquitectura estadounidense de la época. A pesar de no tener una altura especialmente destacada (88 m), su ubicación en la zona más elevada de la Gran Vía, en lo alto de una loma, facilita su panorámica desde diferentes ángulos. Está considerado primer rascacielos de Europa.
En cambio, el Edificio Carrión o Capitol, otro de los rascacielos emblemáticos de la citada calle, no queda integrado en el panorama urbano, dada su situación en una hondonada, en la Plaza de Callao. Inaugurado en 1933, constituye una de las mejores muestras de art decó de la arquitectura urbana de Madrid.
El entorno de la Gran Vía se completa con los dos rascacielos que presiden la Plaza de España (el Edificio España y la Torre de Madrid), levantados en la década de los cincuenta. Su enclave en una depresión del terreno no es impedimento para que su silueta se destaque sobre el horizonte madrileño, con sus 117 y 142 m de altura, respectivamente.
A lo largo del último tercio del siglo XX, se fue configurando un nuevo panorama urbano en la parte septentrional de la ciudad. La construcción de rascacielos se desplazó de la Gran Vía al Paseo de la Castellana, cuya disposición en rampa (esta vía salva una suave pendiente en su recorrido sur-norte) contribuye a la visualización en sucesión de los distintos edificios.
Poco antes del arranque de esta avenida, en el lado occidental de la Plaza de Colón, se alzan las torres gemelas homónimas. A su considerable altitud (102 m) se añade la singularidad de su cubierta, conformada por una estructura verde, que une las dos torres. Se la conoce popularmente como el enchufe, por su similitud con la parte macho de una conexión eléctrica. Las Torres de Colón fueron inauguradas en 1976.
La edificación de rascacielos aislados dejó paso, a partir de los años ochenta, a la creación de grandes complejos. De esta época data AZCA, una manzana financiera y comercial, donde se concentran algunas de las altitudes más notables de Madrid.
La Torre Picasso, terminada en 1988, es el edificio más alto de este centro, con 157 m. Sus tonos blancos, que permiten una rápida identificación sobre el horizonte madrileño, destacan sobre la pintura cobriza de la Torre del BBVA, con la que su arquitecto, Francisco Javier Sáenz de Oiza, quiso rendir homenaje a las industrias metalúrgicas de la ría de Bilbao, donde este banco tiene su sede principal. Fue finalizada en 1981 y mide 107 m de altura.
El panorama urbano de AZCA también está configurado por la estructura cilíndrica de la Torre Europa (121 m), inaugurada en 1985, y la traza rectangular, con cabecera curvada, de la Torre Mahou (105 m), abierta en 1989. También formaba parte del citado centro la Torre Windsor (106 m), desaparecida en un incendio acaecido en 2005.
El siguiente complejo que abrió sus puertas en el Paseo de la Castellana fue el de las Torres Kio (también conocidas como la Puerta de Europa), situadas desde 1996 en la Plaza de Castilla. Se trata de dos torres de 114 m de altura, consideradas como los primeros rascacielos inclinados del mundo, cuyo inconfundible perfil añade un rasgo diferencial a las panorámicas de la ciudad.
Con el inicio del siglo XXI, el horizonte de Madrid evoluciona a un nivel mayor, son las Cuatro Torres Business Area (2006-2010). En este complejo está emplazada la Torre de Cristal, el edificio más alto de España, con 249 m. Junto a ella, se alinean la Torre Cepsa (248 m), la Torre PwC (236 m) y la Torre Emperador Castellana (224 m).
Fuera del eje viario de la Castellana, se ubican otros rascacielos, entre los que cabe citar la Torre de Valencia (94 m), levantada junto al Parque del Retiro, y las Torres Blancas (71 m), en la Avenida de América, con una estructura a base de cilindros.
En la parte oriental de la ciudad, se eleva Torrespaña, una torre de comunicaciones, donde están instaladas diferentes antenas de televisión. Con sus 231 m, es una de las construcciones más simbólicas del horizonte madrileño.

## El panorama urbano de las calles y plazas

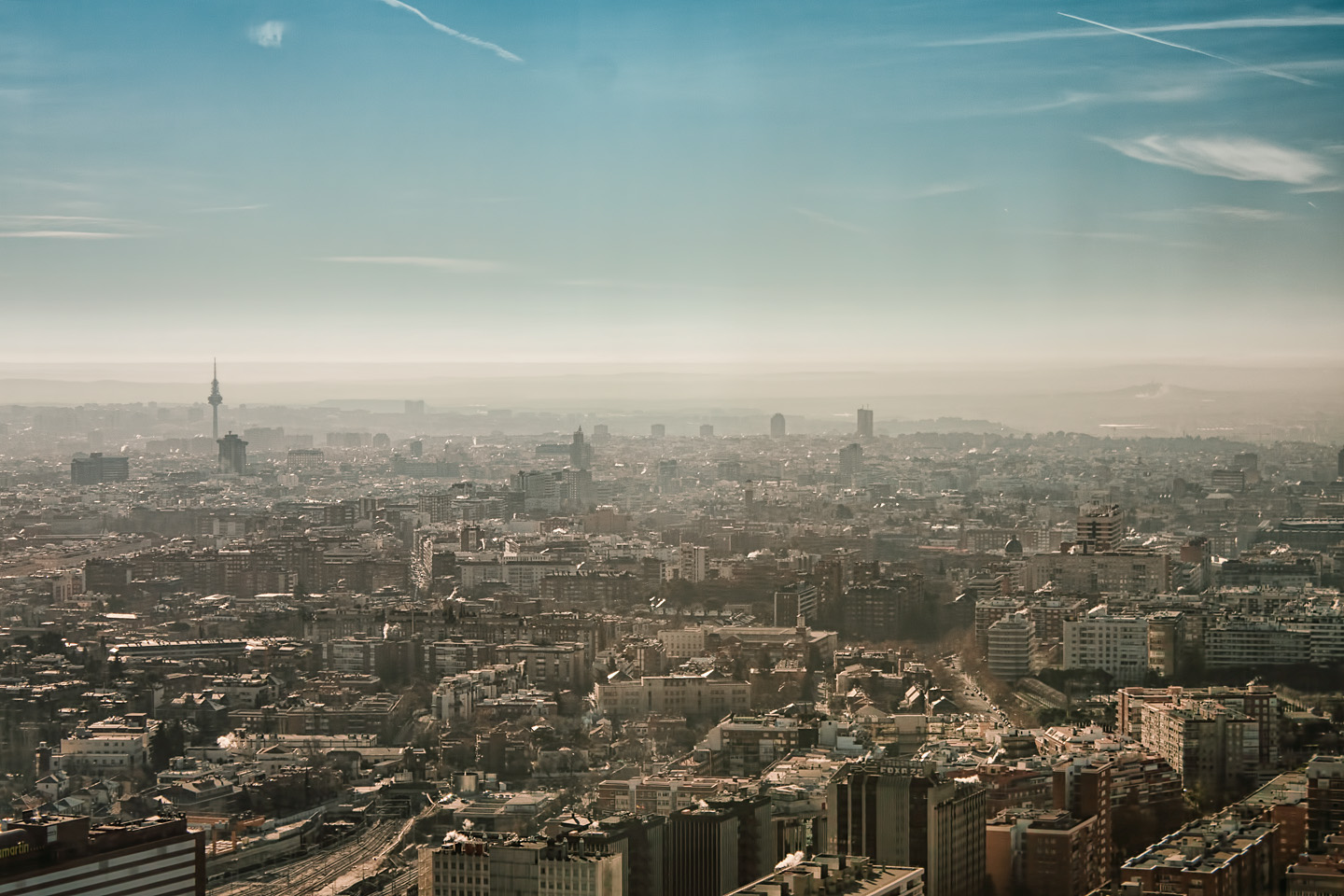
Vista de Madrid desde Torre Espacio.

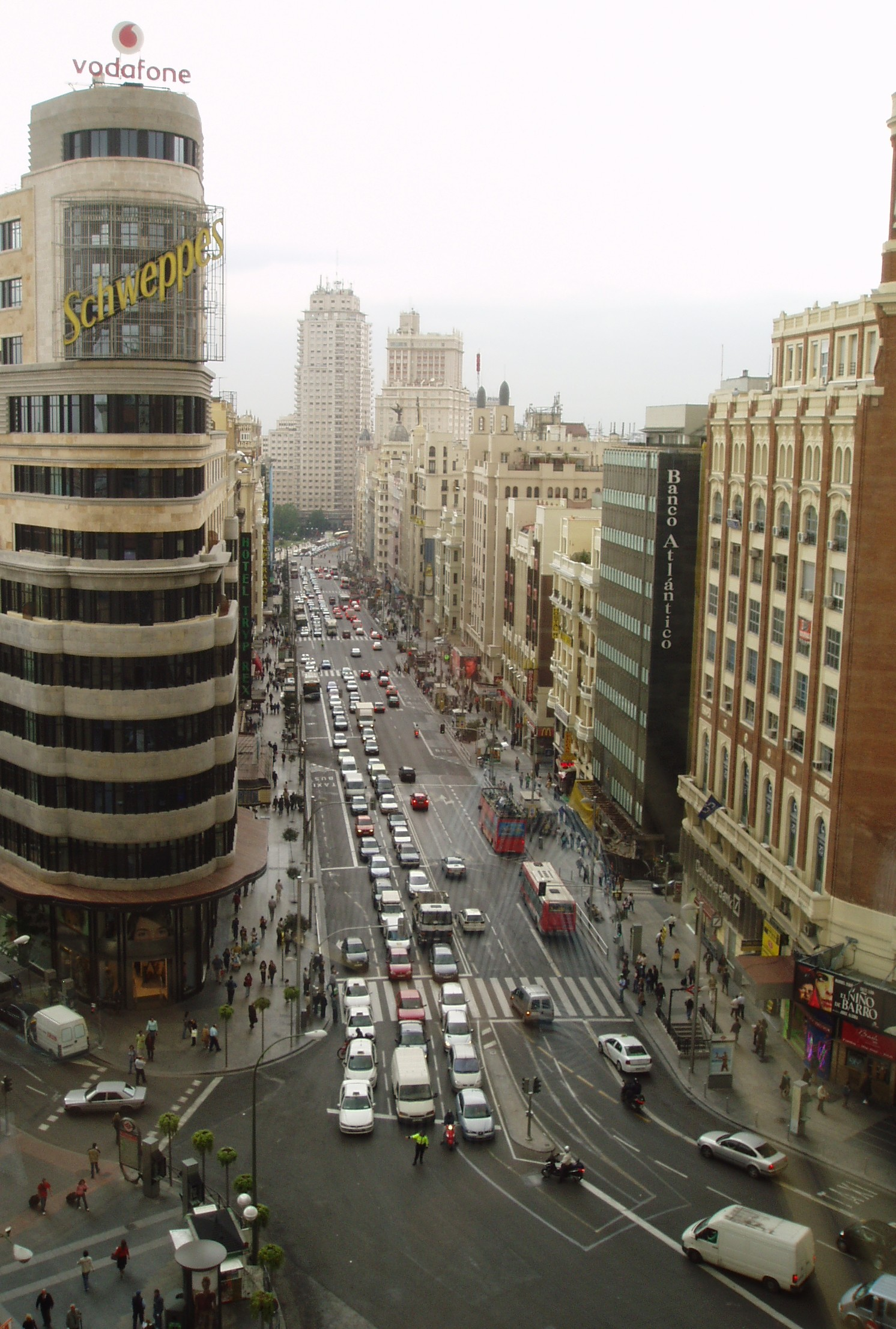
La Gran Vía desde la plaza de Callao. A la izquierda, el Edificio Carrión o Capitol y, al fondo, la Torre de Madrid. A la derecha, vista parcial del Palacio de la Prensa, en ladrillo rojo.

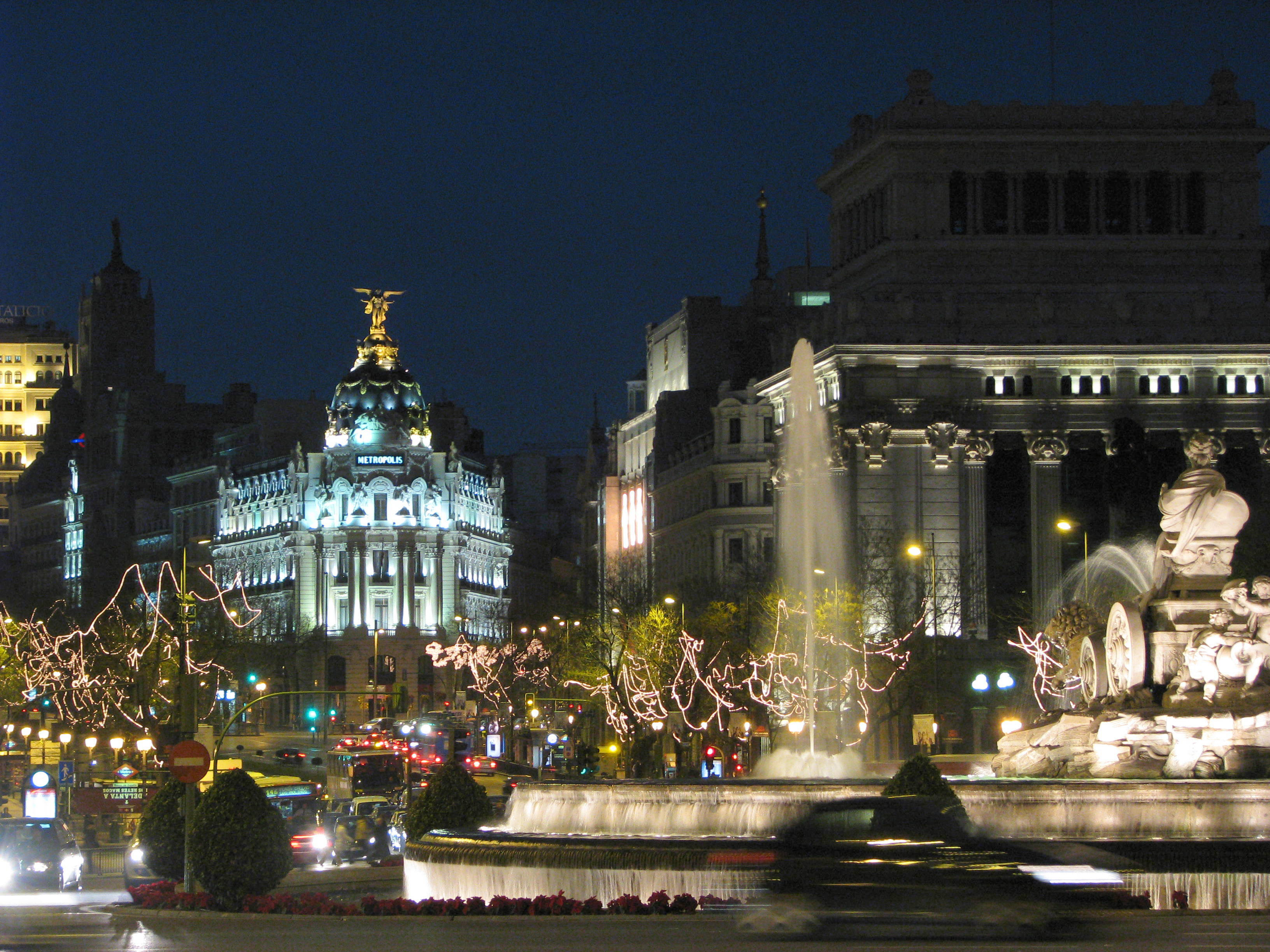
Vista nocturna del lado occidental de la Plaza de Cibeles, con la fuente en primer término, el Edificio Metrópolis a la izquierda y la sede del Instituto Cervantes a la derecha. La imagen corresponde a la Navidad de 2007.

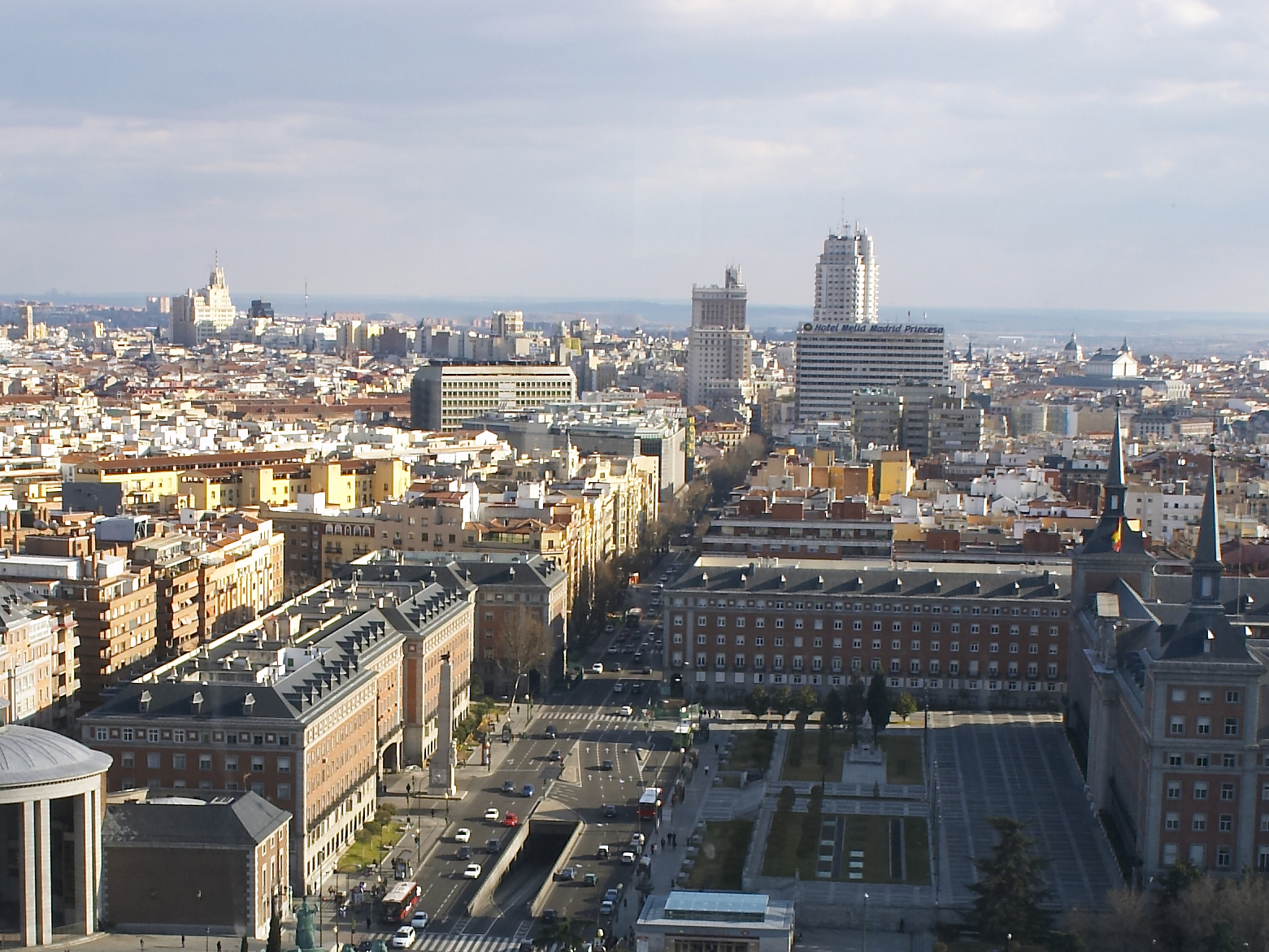
Desde el Faro de Moncloa, vista de los rascacielos de la Gran Vía. A la izquierda podemos apreciar el Edificio Telefónica y el Edificio Carrión. A la derecha el Edificio España, la Torre de Madrid, el Hotel Meliá Madrid Princesa y en pequeño el Teatro Real. Abajo la Calle Princesa y el Ejército del Aire.

Además de las panorámicas que se divisan desde los límites del casco urbano, determinadas plazas y calles de Madrid pueden ser contempladas a modo de panorama urbano, gracias a la topografía del terreno.
Éste es el caso de la Gran Vía, que presenta dos tramos bien diferenciados desde un punto de vista topográfico: en cuesta arriba desde su arranque en la calle de Alcalá hasta la Red de San Luis y, en cuesta abajo, desde este enclave hasta la Plaza de España, donde finaliza.
El primer tramo distinguido ofrece una de las imágenes más simbólicas de la citada avenida. La pendiente facilita la visualización en sucesión de los distintos edificios, entre los que destacan el de Telefónica, que aparece en un plano superior dada su ubicación en la zona más elevada de la Gran Vía, y el denominado Metrópolis, en plano inferior. Entre ambos se sitúa el chaflán del Edificio Grassy.
Esta perspectiva fue plasmada por el pintor hiperrealista Antonio López García, en el cuadro La Gran Vía, si bien en éste queda excluida la vista del segundo de los edificios referidos.
La panorámica se amplía unos metros más abajo, desde la cara occidental de la cercana Plaza de Cibeles, incorporándose a la misma la bajada de la calle de Alcalá, donde se hallan varias construcciones de interés arquitectónico, entre las que figura el Círculo de Bellas Artes.
El lado oriental de la plaza dibuja otro conocido horizonte, a través de la rampa en la que se ubican la Fuente de Cibeles (en primer término) y la Puerta de Alcalá (al fondo). Detrás de este último monumento se asoma la Torre de Valencia, un rascacielos terminado en 1970, cuya edificación levantó una fuerte polémica al romper la perspectiva de esta parte de la calle de Alcalá.
Con respecto al segundo tramo de la Gran Vía, cabe señalar dos panorámicas. La primera toma como referencia la Red de San Luis, desde donde se contempla el descenso de esta avenida hacia la Plaza de Callao, con el chaflán del Edificio Carrión o Capitol como elemento más singular.
Desde esta plaza, punto de origen de la segunda de las vistas reseñadas, es posible visualizar la bajada de la Gran Vía hasta la Plaza de España, con la Torre de Madrid como telón de fondo.
El Paseo de la Castellana también destaca por sus skylines, generalmente asociados a sus rascacielos. Al igual que en los casos anteriores, las características topográficas del terreno favorecen su contemplación. Desde la glorieta próxima a la Plaza de San Juan de la Cruz, se divisa la rampa de esta vía, flanqueada a su izquierda (es decir, por el oeste) por los Nuevos Ministerios, uno de los edificios de mayor superficie de Madrid, y por el complejo AZCA, que ofrece, desde este ángulo, uno de sus perfiles más emblemáticos.
Igualmente conocida es la imagen que puede divisarse desde las plazas de Lima y Cuzco. La pendiente existente permite visualizar, en plano superior, las torres inclinadas de la Puerta de Europa y, detrás de las mismas, las siluetas de las Cuatro Torres Business Area, dispuestas longitudinalmente.